# Mexiko i olympiska sommarspelen 2008
Mexiko i olympiska sommarspelen2008 bestod av idrottare som blivit uttagna av Mexikos olympiska kommitté.

## Badminton
- Huvudartikel: Badminton vid olympiska sommarspelen 2008

- Damer

| Namn            | Gren   | 32-delsfinal                         | 16-delsfinal     | 8-delsfinal      | Kvartsfinal      | Semifinal        | Final            | Final            |
| Namn            | Gren   | Resultat                             | Resultat         | Resultat         | Resultat         | Resultat         | Resultat         | Plats            |
| --------------- | ------ | ------------------------------------ | ---------------- | ---------------- | ---------------- | ---------------- | ---------------- | ---------------- |
| Deyanira Angulo | Singel | Hadia Hosny (EGY) 18-21, 21-7, 14-21 | Gick inte vidare | Gick inte vidare | Gick inte vidare | Gick inte vidare | Gick inte vidare | Gick inte vidare |

## Bordtennis
- Huvudartikel: Bordtennis vid olympiska sommarspelen 2008

Damer
| Idrottare             | Gren   | Grundomgång          | Omgång 1             | Omgång 2             | Omgång 3             | Omgång 4             | Kvartsfinal          | Semifinal            | Final                |
| Idrottare             | Gren   | Motståndare Resultat | Motståndare Resultat | Motståndare Resultat | Motståndare Resultat | Motståndare Resultat | Motståndare Resultat | Motståndare Resultat | Motståndare Resultat |
| --------------------- | ------ | -------------------- | -------------------- | -------------------- | -------------------- | -------------------- | -------------------- | -------------------- | -------------------- |
| Yadira Silva Llorente | Singel | Andrea Bakula (CRO)  | Gick inte vidare     | Gick inte vidare     | Gick inte vidare     | Gick inte vidare     | Gick inte vidare     | Gick inte vidare     | Gick inte vidare     |

## Boxning
- Huvudartikel: Boxning vid olympiska sommarspelen 2008

| Tävlande         | Viktklass  | Sextondelsfinal      | Åttondelsfinal         | Kvartsfinal          | Semifinal            | Final                |
| Tävlande         | Viktklass  | Motståndare Resultat | Motståndare Resultat   | Motståndare Resultat | Motståndare Resultat | Motståndare Resultat |
| ---------------- | ---------- | -------------------- | ---------------------- | -------------------- | -------------------- | -------------------- |
| Oscar Valdez     | Bantamvikt | Badar-Uugan (MGL)    | Gick inte vidare       | Gick inte vidare     | Gick inte vidare     | Gick inte vidare     |
| Arturo Santos    | Fjädervikt | Okoth (KEN)          | Shili (TUN)            | Djelkhir (FRA)       | Gick inte vidare     | Gick inte vidare     |
| Francisco Vargas | Lättvikt   | Soloniaina (MAD)     | Georgian Popescu (ROU) | Gick inte vidare     | Gick inte vidare     | Gick inte vidare     |

## Brottning
- Huvudartikel: Brottning vid olympiska sommarspelen 2008

Herrar
| Idrottare       | Klass                  | Kvalomgång                    | Åttondelsfinal       | Kvartsfinal          | Semifinal            | Final                | Bronsomgång Runda 1  | Bronsomgång Runda 2  | Brongsmedalj- kamp   |
| Idrottare       | Klass                  | Motståndare Resultat          | Motståndare Resultat | Motståndare Resultat | Motståndare Resultat | Motståndare Resultat | Motståndare Resultat | Motståndare Resultat | Motståndare Resultat |
| --------------- | ---------------------- | ----------------------------- | -------------------- | -------------------- | -------------------- | -------------------- | -------------------- | -------------------- | -------------------- |
| Larry Langowski | Fristil, supertungvikt | Fardin Masoumi (IRI) 0-6, 0-6 | Gick inte vidare     | Gick inte vidare     | Gick inte vidare     | Gick inte vidare     | Gick inte vidare     | Gick inte vidare     | Gick inte vidare     |

## Bågskytte
- Huvudartikel: Bågskytte vid olympiska sommarspelen 2008
- Herrar

| Namn               | Gren         | Rankingrunda | Rankingrunda | 32-delsfinal              | 16-delsfinal              | 8-delsfinal             | Kvartsfinal             | Semifinal            | Final                   | Final |
| Namn               | Gren         | Poäng        | Seed         | Resultat                  | Resultat                  | Resultat                | Resultat                | Resultat             | Resultat                | Plats |
| ------------------ | ------------ | ------------ | ------------ | ------------------------- | ------------------------- | ----------------------- | ----------------------- | -------------------- | ----------------------- | ----- |
| Juan Rene Serrano  | Individuellt | 679          | 1            | Joseph Muaausa (SAM) (64) | Daniel Morillo (ESP) (33) | Maksim Kunda (BLR) (48) | Vic Wunderle (USA) (41) | Park Kyung (KOR) (4) | Bair Badënov (RUS) (31) | 4     |
| Luis Eduardo Velez | Individuellt | 660          | 24           | Vic Wunderle (USA) (41)   | Gick inte vidare          | Gick inte vidare        | Gick inte vidare        | Gick inte vidare     | Gick inte vidare        | 52    |

- Damer

| Namn           | Gren         | Rankingrunda | Rankingrunda | 32-delsfinal                      | 16-delsfinal                  | 8-delsfinal                   | Kvartsfinal           | Semifinal        | Final            | Final |
| Namn           | Gren         | Poäng        | Seed         | Resultat                          | Resultat                      | Resultat                      | Resultat              | Resultat         | Resultat         | Plats |
| -------------- | ------------ | ------------ | ------------ | --------------------------------- | ----------------------------- | ----------------------------- | --------------------- | ---------------- | ---------------- | ----- |
| Mariana Avitia | Individuellt | 641          | 20           | Son Hye Yong (PRK) (45)           | Małgorzata Sobieraj (POL)(13) | Khatuna Narimanidze (GEO) (4) | Kwon Un Sil (PRK) (5) | Gick inte vidare | Gick inte vidare | 8     |
| Aida Román     | Individuellt | 646          | 12           | Veronique D'Unienville (MRI) (53) | Viktoriya Koval (UKR) (21)    | Kwon Un Sil (PRK)(5)          | Gick inte vidare      | Gick inte vidare | Gick inte vidare | 13    |

## Cykling
- Huvudartikel: Cykling vid olympiska sommarspelen 2008

### Landsväg
Herrar
| Cyklist              | Gren      | Tid               | Placering |
| -------------------- | --------- | ----------------- | --------- |
| Moises Aldape Chavez | Linjelopp | 6h 28' 08 (+4:19) | 47:a      |

Damer
| Cyklist                      | Gren      | Tid               | Placering |
| ---------------------------- | --------- | ----------------- | --------- |
| Alessandra Giuseppina Grassi | Linjelopp | 3h 36' 35 (+4:11) | 45:a      |

## Friidrott
- Huvudartikel: Friidrott vid olympiska sommarspelen 2008

Förkortningar
- Noteringar – Placeringarna avser endast löparens eget heat
- Q = Kvalificerad till nästa omgång
- q = Kvalificerade sig till nästa omgång som den snabbaste idrottaren eller, i fältgrenarna, via placering utan att uppnå kvalgränsen.
- NR = Nationellt rekord
- N/A = Omgången ingick inte i grenen
- Bye = Idrottaren behövde inte delta i denna omgång

Herrar
Bana och landsväg
| Idrottare          | Gren       | Heat     | Heat      | Final    | Final     |
| Idrottare          | Gren       | Resultat | Placering | Resultat | Placering |
| ------------------ | ---------- | -------- | --------- | -------- | --------- |
| Juan Luis Barrios  | 5 000 m    | 13:42.39 | 7 q       | 13:19.79 | 7         |
| David Galván       | 10 000 m   | i.u.     | i.u.      | DNF      | DNF       |
| Juan Carlos Romero | 10 000 m   | i.u.     | i.u.      | 28:26.57 | 29        |
| Alejandro Suarez   | 10 000 m   | i.u.     | i.u.      | 29:24.78 | 35        |
| Francisco Bautista | Maraton    | i.u.     | i.u.      | 2:29:28  | 66        |
| Carlos Cordero     | Maraton    | i.u.     | i.u.      | 2:18:40  | 32        |
| Procopio Franco    | Maraton    | i.u.     | i.u.      | 2:23:24  | 47        |
| David Mejia        | 20 km gång | i.u.     | i.u.      | 1:26:45  | 36        |
| Eder Sánchez       | 20 km gång | i.u.     | i.u.      | 1:21:53  | 15        |
| Mario Iván Flores  | 50 km gång | i.u.     | i.u.      | 3:58:04  | 23        |
| Horacio Nava       | 50 km gång | i.u.     | i.u.      | 3:45:21  | 6         |
| Jesús Sánchez      | 50 km gång | i.u.     | i.u.      | 3:53:58  | 18        |

Fältgrenar
| Idrottare        | Gren     | Kval    | Kval      | Final            | Final            |
| Idrottare        | Gren     | Distans | Placering | Distans          | Placering        |
| ---------------- | -------- | ------- | --------- | ---------------- | ---------------- |
| Gerardo Martínez | Höjdhopp | 2.15    | =33       | Gick inte vidare | Gick inte vidare |
| Giovanni Lanaro  | Stavhopp | 5.45    | 25        | Gick inte vidare | Gick inte vidare |

Damer
Bana & landsväg
| Idrottare                                                                                     | Gren      | Heat     | Heat      | Semifinal | Semifinal | Final            | Final            |
| Idrottare                                                                                     | Gren      | Resultat | Placering | Resultat  | Placering | Resultat         | Placering        |
| --------------------------------------------------------------------------------------------- | --------- | -------- | --------- | --------- | --------- | ---------------- | ---------------- |
| Gabriela Medina                                                                               | 400 m     | 51.96    | 3 Q       | 52.97     | 8         | Gick inte vidare | Gick inte vidare |
| Dulce María Rodríguez                                                                         | 10 000 m  | i.u.     | i.u.      | i.u.      | i.u.      | 32:58.04         | 27               |
| Karina Pérez                                                                                  | Maraton   | i.u.     | i.u.      | i.u.      | i.u.      | 2:47:02          | 61               |
| Madai Pérez                                                                                   | Maraton   | i.u.     | i.u.      | i.u.      | i.u.      | 2:31:47          | 19               |
| Patricia Retíz                                                                                | Maraton   | i.u.     | i.u.      | i.u.      | i.u.      | 2:39:34          | 55               |
| Karla Dueñas Ruth Grajeda Gabriela Medina Zudikey Rodríguez Maria Teresa Rugerio Nallely Vela | 4 x 400 m | 3:30.36  | 7         | i.u.      | i.u.      | Gick inte vidare | Gick inte vidare |

Fältgrenar
| Idrottare    | Gren     | Kval  | Kval      | Final            | Final            |
| Idrottare    | Gren     | Längd | Placering | Längd            | Placering        |
| ------------ | -------- | ----- | --------- | ---------------- | ---------------- |
| Romary Rifka | Höjdhopp | NM    | —         | Gick inte vidare | Gick inte vidare |

## Fäktning
- Huvudartikel: Fäktning vid olympiska sommarspelen 2008

Damer
| Idrottare       | Gren                | Omgång 1             | Sextondelsfinal   | Åttondelsfinal    | Kvartsfinal       | Semifinal         | Final / BM        | Final / BM       |
| Idrottare       | Gren                | Motståndare Poäng    | Motståndare Poäng | Motståndare Poäng | Motståndare Poäng | Motståndare Poäng | Motståndare Poäng | Placering        |
| --------------- | ------------------- | -------------------- | ----------------- | ----------------- | ----------------- | ----------------- | ----------------- | ---------------- |
| Angelica Larios | Sabel, individuellt | Navarro (ESP) L 4–15 | Gick inte vidare  | Gick inte vidare  | Gick inte vidare  | Gick inte vidare  | Gick inte vidare  | Gick inte vidare |

## Gymnastik
- Huvudartikel: Gymnastik vid olympiska sommarspelen 2008

### Artistisk gymnastik
Damer
| Gymnast        | Gren     | Kval    | Kval    | Kval    | Kval    | Kval   | Kval      | Final            | Final            | Final            | Final            | Final            | Final            |
| Gymnast        | Gren     | Redskap | Redskap | Redskap | Redskap | Totalt | Placering | Redskap          | Redskap          | Redskap          | Redskap          | Totalt           | Placering        |
| Gymnast        | Gren     | F       | V       | UB      | BB      | Totalt | Placering | F                | V                | UB               | BB               | Totalt           | Placering        |
| -------------- | -------- | ------- | ------- | ------- | ------- | ------ | --------- | ---------------- | ---------------- | ---------------- | ---------------- | ---------------- | ---------------- |
| Marisela Cantu | Mångkamp | 14.025  | 14.175  | 12.625  | 12.700  | 53.525 | 56        | Gick inte vidare | Gick inte vidare | Gick inte vidare | Gick inte vidare | Gick inte vidare | Gick inte vidare |

## Judo
Herrar
| Idrottare        | Gren                    | Inledande omgång           | Sextondelsfinal          | Åttondelsfinal            | Kvartsfinal          | Semifinal            | Återkval 1                 | Återkval 2           | Återkval 3           | Final / BM           | Final / BM |
| Idrottare        | Gren                    | Motståndare Resultat       | Motståndare Resultat     | Motståndare Resultat      | Motståndare Resultat | Motståndare Resultat | Motståndare Resultat       | Motståndare Resultat | Motståndare Resultat | Motståndare Resultat | Placering  |
| ---------------- | ----------------------- | -------------------------- | ------------------------ | ------------------------- | -------------------- | -------------------- | -------------------------- | -------------------- | -------------------- | -------------------- | ---------- |
| Arturo Martínez  | Halv tungvikt (-100 kg) | Moussima (CMR) L 0001–0100 | Gick inte vidare         | Gick inte vidare          | Gick inte vidare     | Gick inte vidare     | Gick inte vidare           | Gick inte vidare     | Gick inte vidare     | Gick inte vidare     |            |
| Vanessa Zambotti | Tungvikt (+78 kg)       | BYE                        | Bryant (GBR) W 0021–0001 | Tsukada (JPN) L 0000–1000 | Gick inte vidare     | BYE                  | Mondière (FRA) L 0000–1010 | Gick inte vidare     | Gick inte vidare     | Gick inte vidare     |            |

## Kanotsport
Sprint
| Kanotist                               | Gren                 | Heat     | Heat      | Semifinal | Semifinal | Final            | Final            |
| Kanotist                               | Gren                 | Tid      | Placering | Tid       | Placering | Tid              | Placering        |
| -------------------------------------- | -------------------- | -------- | --------- | --------- | --------- | ---------------- | ---------------- |
| Manuel Cortina                         | Herrarnas K-1 500 m  | 1:40.626 | 4 QS      | 1:48.333  | 7         | Gick inte vidare | Gick inte vidare |
| Manuel Cortina                         | Herrarnas K-1 1000 m | 3:41.433 | 7 QS      | 3:43.017  | 7         | Gick inte vidare | Gick inte vidare |
| Everardo Cristobal                     | Herrarnas C-1 1000 m | 4:15.280 | 6 QS      | 4:04.267  | 6         | Gick inte vidare | Gick inte vidare |
| Dimas Camilo Cortes Everardo Cristobal | Herrarnas C-2 500 m  | 1:54.090 | 8 QS      | 1:48.853  | 9         | Gick inte vidare | Gick inte vidare |
| Dimas Camilo Cortes Everardo Cristobal | Herrarnas C-2 1000 m | 3:51.684 | 6 QS      | 3:49.695  | 7         | Gick inte vidare | Gick inte vidare |

## Konstsim
| Idrottare                        | Gren           | Teknisk rutin | Teknisk rutin | Fri rutin (inledande) | Fri rutin (inledande)  | Fri rutin (inledande) | Fri rutin (final) | Fri rutin (final)      | Fri rutin (final) |
| Idrottare                        | Gren           | Poäng         | Placering     | Poäng                 | Totalt (teknisk + fri) | Placering             | Placering         | Totalt (teknisk + fri) | Placering         |
| -------------------------------- | -------------- | ------------- | ------------- | --------------------- | ---------------------- | --------------------- | ----------------- | ---------------------- | ----------------- |
| Mariana Cifuentes Blanca Delgado | Damernas duett | 42.334        | 19            | 42.834                | 85.168                 | 19                    | Gick inte vidare  | Gick inte vidare       | Gick inte vidare  |

## Modern femkamp
| Idrottare       | Gren  | Skytte (10 meter luftpistol) | Skytte (10 meter luftpistol) | Skytte (10 meter luftpistol) | Fäktning (värja) | Fäktning (värja) | Fäktning (värja) | Simning (200 m frisim) | Simning (200 m frisim) | Simning (200 m frisim) | Ridsport (hästhoppning) | Ridsport (hästhoppning) | Ridsport (hästhoppning) | Löpning (3000 m) | Löpning (3000 m) | Löpning (3000 m) | Totalpoäng | Slutresultat |
| Idrottare       | Gren  | Poäng                        | Placering                    | MF-poäng                     | Resultat         | Placering        | MF-poäng         | Tid                    | Placering              | MF-poäng               | Straff                  | Placering               | MF-poäng                | Tid              | Placering        | MF-poäng         | Totalpoäng | Slutresultat |
| --------------- | ----- | ---------------------------- | ---------------------------- | ---------------------------- | ---------------- | ---------------- | ---------------- | ---------------------- | ---------------------- | ---------------------- | ----------------------- | ----------------------- | ----------------------- | ---------------- | ---------------- | ---------------- | ---------- | ------------ |
| Herrar          | 171   | 31                           | 988                          | 20–15                        | 7                | 880              | 2:10,60          | 30                     | 1236                   | 40                     | 3                       | 1160                    | 9:21,95                 | 9                | 1156             | 5420             | 8          |              |
| Marlene Sánchez | Damer | 186                          | 4                            | 1168                         | 17–18            | =18              | 808              | 2:27,39                | 31                     | 1152                   | 180                     | 29                      | 1020                    | 11:18,11         | 30               | 1008             | 5156       | 28           |

## Ridsport

### Dressyr
| Idrottare         | Häst    | Gren                | Grand Prix | Grand Prix | Grand Prix Special | Grand Prix Special | Grand Prix Fristil | Grand Prix Fristil | Totalt | Totalt    |
| Idrottare         | Häst    | Gren                | Poäng      | Placering  | Poäng              | Placering          | Poäng              | Placering          | Poäng  | Placering |
| ----------------- | ------- | ------------------- | ---------- | ---------- | ------------------ | ------------------ | ------------------ | ------------------ | ------ | --------- |
| Bernadette Pujals | Vincent | Individuell dressyr | 69,250     | 12 Q       | 71,000             | 6 Q                | 72,350             | 11                 | 71,675 | 9         |

### Hoppning
| Ryttare                                                             | Häst              | Gren                  | Kval     | Kval      | Kval     | Kval     | Kval      | Kval             | Kval             | Kval             | Final            | Final            | Final            | Final            | Final            | Totalt | Totalt    |
| Ryttare                                                             | Häst              | Gren                  | Omgång 1 | Omgång 1  | Omgång 2 | Omgång 2 | Omgång 2  | Omgång 3         | Omgång 3         | Omgång 3         | Omgång A         | Omgång A         | Omgång B         | Omgång B         | Omgång B         | Totalt | Totalt    |
| Ryttare                                                             | Häst              | Gren                  | Straff   | Placering | Straff   | Totalt   | Placering | Straff           | Totalt           | Placering        | Straff           | Placering        | Straff           | Totalt           | Placering        | Straff | Placering |
| ------------------------------------------------------------------- | ----------------- | --------------------- | -------- | --------- | -------- | -------- | --------- | ---------------- | ---------------- | ---------------- | ---------------- | ---------------- | ---------------- | ---------------- | ---------------- | ------ | --------- |
| Antonio Chedraui                                                    | Don Porfirio      | Individuell hoppning  | 1        | =14       | 8        | 9        | 22 Q      | 8                | 17               | =22*             | Gick inte vidare | Gick inte vidare | Gick inte vidare | Gick inte vidare | Gick inte vidare | 17     | =22       |
| Federico Fernandez                                                  | Zorro             | Individuell hoppning  | 1        | =14       | 9        | 10       | 26 Q      | 14               | 24               | 33 Q             | 12               | =29              | Gick inte vidare | Gick inte vidare | Gick inte vidare | 12     | =29       |
| Enrique Gonzalez                                                    | Frida             | Individuell hoppning  | 9        | 52        | 16       | 25       | 51        | Gick inte vidare | Gick inte vidare | Gick inte vidare | Gick inte vidare | Gick inte vidare | Gick inte vidare | Gick inte vidare | Gick inte vidare | 25     | 51        |
| Alberto Michan                                                      | Chinobampo Lavita | Individuell hoppning  | 12       | 64        | 9        | 21       | 32 Q      | 25               | 46               | 47 Q             | 12               | =29              | Gick inte vidare | Gick inte vidare | Gick inte vidare | 12     | =29       |
| Antonio Chedraui Federico Fernandez Enrique Gonzalez Alberto Michan | Se ovan           | Lagtävling i hoppning | i.u.     | i.u.      | i.u.     | i.u.     | i.u.      | i.u.             | i.u.             | i.u.             | 26               | 9                | Gick inte vidare | Gick inte vidare | Gick inte vidare | 26     | 9         |

## Rodd
Herrar
| Idrottare       | Gren          | Heat    | Heat      | Kvartsfinal | Kvartsfinal | Semifinal | Semifinal | Final   | Final     | Final |
| Idrottare       | Gren          | Tid     | Placering | Tid         | Placering   | Tid       | Placering | Tid     | Placering |       |
| --------------- | ------------- | ------- | --------- | ----------- | ----------- | --------- | --------- | ------- | --------- | ----- |
| Patrick Loliger | Singelsculler | 7:22,55 | 3 QF      | 7:04,30     | 4 SC/D      | 7:15,53   | 1 FC      | 7:03,97 | 15        |       |

Damer
| Idrottare                  | Gren                    | Heat    | Heat      | Kvartsfinal | Kvartsfinal | Semifinal | Semifinal | Final   | Final     | Final |
| Idrottare                  | Gren                    | Tid     | Placering | Tid         | Placering   | Tid       | Placering | Tid     | Placering |       |
| -------------------------- | ----------------------- | ------- | --------- | ----------- | ----------- | --------- | --------- | ------- | --------- | ----- |
| Gabriela Huerta Lila Perez | Lättvikts-dubbelsculler | 7:11,71 | 4 R       | 7:41,97     | 4 FC        | BYE       | BYE       | 7:17,21 | 13        |       |

## Segling
Herrar
| Seglare    | Gren | Lopp | Lopp | Lopp | Lopp | Lopp | Lopp | Lopp | Lopp | Lopp | Lopp | Lopp | Summerad poäng | Finalplacering |
| Seglare    | Gren | 1    | 2    | 3    | 4    | 5    | 6    | 7    | 8    | 9    | 10   | M*   | Summerad poäng | Finalplacering |
| ---------- | ---- | ---- | ---- | ---- | ---- | ---- | ---- | ---- | ---- | ---- | ---- | ---- | -------------- | -------------- |
| David Mier | RS:X | 16   | 5    | 17   | 6    | 12   | 29   | 23   | 22   | 4    | 25   | EL   | 130            | 17             |

M = Medaljlopp; EL = Eliminerad – gick inte vidare till medaljloppet;
Damer
| Seglare            | Gren         | Lopp | Lopp | Lopp | Lopp | Lopp | Lopp | Lopp | Lopp | Lopp | Lopp | Lopp | Summerad poäng | Finalplacering |
| Seglare            | Gren         | 1    | 2    | 3    | 4    | 5    | 6    | 7    | 8    | 9    | 10   | M*   | Summerad poäng | Finalplacering |
| ------------------ | ------------ | ---- | ---- | ---- | ---- | ---- | ---- | ---- | ---- | ---- | ---- | ---- | -------------- | -------------- |
| Demita Vega        | RS:X         | 23   | 23   | 25   | 25   | 17   | 21   | 20   | 19   | 19   | 26   | EL   | 190            | 23             |
| Tania Elías Calles | Laser radial | 27   | 25   | 29   | 13   | 15   | 16   | 7    | 3    | 1    | CAN  | EL   | 107            | 13             |

## Simhopp
Herrar
| Idrottare      | Gren | Kval   | Kval      | Semifinal        | Semifinal        | Final            | Final            |
| Idrottare      | Gren | Poäng  | Placering | Poäng            | Placering        | Poäng            | Placering        |
| -------------- | ---- | ------ | --------- | ---------------- | ---------------- | ---------------- | ---------------- |
| Yahel Castillo | 3 m  | 480,65 | 3 Q       | 504,55           | 4 Q              | 462,10           | 7                |
| Rommel Pacheco | 10 m | 465,45 | 9 Q       | 453,80           | 9 Q              | 460,20           | 8                |
| Germán Sánchez | 10 m | 399,35 | 22        | Gick inte vidare | Gick inte vidare | Gick inte vidare | Gick inte vidare |

Damer
| Idrottare                    | Gren             | Kval   | Kval      | Semifinal | Semifinal | Final            | Final            |
| Idrottare                    | Gren             | Poäng  | Placering | Poäng     | Placering | Poäng            | Placering        |
| ---------------------------- | ---------------- | ------ | --------- | --------- | --------- | ---------------- | ---------------- |
| Jashia Luna                  | 3 m              | 276,85 | 17 Q      | 287,35    | 16        | Gick inte vidare | Gick inte vidare |
| Laura Sánchez                | 3 m              | 334,35 | 5 Q       | 314,40    | 12 Q      | 312,25           | 10               |
| Paola Espinosa               | 10 m             | 343,60 | 7 Q       | 400,75    | 2 Q       | 380,95           | 4                |
| Tatiana Ortiz                | 10 m             | 345,70 | 6 Q       | 349,50    | 5 Q       | 343,60           | 5                |
| Paola Espinosa Tatiana Ortiz | 10 m parhoppning | i.u.   | i.u.      | i.u.      | i.u.      | 330,06           | 3                |

## Taekwondo
| Idrottare       | Gren             | Åttondelsfinaler         | Kvartsfinaler          | Semifinaer            | Återkval             | Bronsmatch           | Final                    | Final            |
| Idrottare       | Gren             | Motståndare Resultat     | Motståndare Resultat   | Motståndare Resultat  | Motståndare Resultat | Motståndare Resultat | Motståndare Resultat     | Placering        |
| --------------- | ---------------- | ------------------------ | ---------------------- | --------------------- | -------------------- | -------------------- | ------------------------ | ---------------- |
| Guillermo Pérez | Herrarnas −58 kg | Harvey (GBR) W 3–2       | Nikpai (AFG) W 2–1     | Khawlaor (THA) W 3–1  | Bye                  | Bye                  | Mercedes (DOM) W 1–1 SUP | 1                |
| Idulio Islas    | Herrarnas −68 kg | Muhammad (NGR) L 2–2 SUP | Gick inte vidare       | Gick inte vidare      | Gick inte vidare     | Gick inte vidare     | Gick inte vidare         | Gick inte vidare |
| María Espinoza  | Damernas +67 kg  | Ben Hamza (TUN) W 4–0    | Kedzierska (SWE) W 4–2 | Stevenson (GBR) W 4–1 | Bye                  | Bye                  | Solheim (NOR) W 3–1      | 1                |

## Triathlon
| Triathlet         | Gren                | Simning (1,5 km) | Trans 1 | Cykling (40 km) | Trans 2 | Löpning (10 km) | Total tid  | Placering |
| ----------------- | ------------------- | ---------------- | ------- | --------------- | ------- | --------------- | ---------- | --------- |
| Francisco Serrano | Herrarnas triathlon | 18:56            | 0:26    | 58:08           | 0:34    | 36:42           | 1:54:46,09 | 44        |
| Adriana Corona    | Damernas triathlon  | 21:16            | 0:29    | Varvad          | Varvad  | Varvad          | Varvad     | Varvad    |